# مريم الزيودي
مريم الزيودي (من مواليد 2 أغسطس 1995) بمدينة خورفكان، هي رياضية بارالمبية إماراتية، متخصّصة في رياضة دفع الجلة فئة إف 40 (F40)، ورياضة رمي القرص فئة إف 41 (F41). وهي بطلة العالم في رياضة رمي الجلة للسيدات (F40)، وذلك بعدما أحرزت الميدالية الذهبية في بطولة العالم كوبي 2024 باليابان.

## مسارها
● شاركت مريم الزيودي في منافسات دفع الجلة F40 بدورة الألعاب البارالمبية الآسيوية جاكرتا 2018، واحتلت المركز الخامس بعد تسجيلها مسافة 5.50 متراً.
● وشاركت الزيودي في منافسات دفع الجلة F40 في بطولة العالم البارالمبية باريس 2023 بفرنسا، واحتلت المركز السادس بعدما حسّنت رقمها وسجلت رمية 6.17 متراً.
● وفي سنة 2023م، تألّقت مريم الزيودي في دورة الألعاب البارالمبية الآسيوية هانجتشو 2023 بالصين، وذلك بعدما تمكّنت من الظفر بميداليتين، فأحرزت الميدالية الفضية في رياضة دفع الجلة، بعد تسجيلها رقماً شخصياً جديداً، وهو 8.49 متر. أما الميدالية الذهبية فقد حصدتها في مسابقة رمي القرص، وحقّقت بذلك رقما قياسياً آسيويا جديداً قدره 21.97 متراً.
● مثّلت مريم الزيودي الإمارات العربية المتحدة في بطولة العالم لألعاب القوى لذوي الهمم، كوبي 2024 باليابان. وأحرزت الزيودي ميدالية ذهبية تاريخية في مسابقة رمي الجلة فئة F40، بعد فوزها بالمركز الأول، وتحقيقها مسافة 8.49 متراً في أفضل محاولة لها.
● شاركت مريم الزيودي في الألعاب البارالمبية خلال دورتين متتاليتين، كانت أولها في دورة طوكيو 2020، والثانية في دورة باريس 2024.

## إنجازات
| العام                         | المسابقة                                  | المكان                        | المركز                        | ملاحظة                        |                               |
| تمثل الإمارات العربية المتحدة | تمثل الإمارات العربية المتحدة             | تمثل الإمارات العربية المتحدة | تمثل الإمارات العربية المتحدة | تمثل الإمارات العربية المتحدة | تمثل الإمارات العربية المتحدة |
| ----------------------------- | ----------------------------------------- | ----------------------------- | ----------------------------- | ----------------------------- | ----------------------------- |
| 2023                          | الألعاب البارالمبية الآسيوية 2023         | هانجتشو، الصين                | الثاني                        | دفع الجلة                     | 8.49م                         |
| 2023                          | الألعاب البارالمبية الآسيوية 2023         | هانجتشو، الصين                | الأول                         | رمي القرص                     | 21.97م                        |
| 2024                          | بطولة العالم لألعاب القوى لذوي الهمم 2024 | كوبي، اليابان                 | الأول                         | دفع الجلة                     | 8.49م                         |